# 中野光雄
中野 光雄（なかの みつお、1951年2月23日 - ）は、日本の繊維技術者、実業家。元富士紡ホールディングス株式会社代表取締役会長兼社長。元日本紡績協会会長。

## 人物・経歴
福島県田村郡小野町出身。1973年山形大学工学部繊維工学科卒業、富士紡績入社。1998年富士紡績機能資材部長。2002年富士紡績機能品事業部長兼機能品部長。
2004年富士紡績取締役機能品事業部長。2005年柳井化学工業代表取締役社長。2006年富士紡ホールディングス代表取締役社長。2011年日本紡績協会会長。2017年富士紡ホールディングス代表取締役会長兼社長。2019年日本紡績協会会長。同年山形大学学長選考会議代理として、相澤益男議長の下、玉手英利の学長選出にあたった。2022年富士紡ホールディングス相談役。